# Xã Sheridan, Quận Sioux, Iowa
Xã Sheridan (tiếng Anh: Sheridan Township) là một xã thuộc quận Sioux, tiểu bang Iowa, Hoa Kỳ. Năm 2010, dân số của xã này là 1.137 người.